# Kinder-Richtlinie
Die Kinder-Richtlinie legt in Deutschland die ärztlichen Maßnahmen zur Früherkennung von Krankheiten bei Kindern bis zur Vollendung des 6. Lebensjahres fest. Sie wird vom Gemeinsame Bundesausschuss der Ärzte und Krankenkassen (G-BA) beschlossen. Sie beinhaltet spezielle Früherkennungsuntersuchungen wie das erweiterte Neugeborenenscreening sowie das Screening auf Mukoviszidose oder angeborene Herzfehler und die Kindervorsorgeuntersuchungen U1 bis U9. Die Untersuchungsergebnisse der Untersuchungen U1 bis U9 werden im  Kinder-Untersuchungsheft (auch als „Gelbes Heft“ bekannt) dokumentiert. 
Der Anspruch auf Kindervorsorgeuntersuchungen ist in § 26 SGB V geregelt. Die Aufgaben des G-BA werden in Abs. 2 geregelt: „Der Gemeinsame Bundesausschuss bestimmt in den Richtlinien nach § 92 das Nähere über Inhalt, Art und Umfang der Untersuchungen nach Absatz 1 sowie über die Erfüllung der Voraussetzungen nach § 25 Absatz 3. Ferner bestimmt er die Altersgrenzen und die Häufigkeit dieser Untersuchungen.“
Insbesondere für die zahnmedizinische Vorsorge wurden die Richtlinien des Bundesausschusses der Zahnärzte und Krankenkassen über die Früherkennungsuntersuchungen auf Zahn-, Mund- und Kieferkrankheiten verabschiedet.
2005 wurde mit einer Überarbeitung begonnen, die die Eltern im Fokus hat. Harald Deisler, unparteiisches Mitglied des G-BA und Vorsitzender des Unterausschusses Methodenbewertung, erläuterte: „Als ein wesentliches Element der Früherkennungsuntersuchungen wird die Interaktion des Kindes mit der primären Bezugsperson in den Fokus genommen. Störungen in der Eltern-Kind-Interaktion können zu Störungen in der Entwicklung mit emotionaler Unter- oder Überforderung des Kindes, aber auch zu mangelndem Schutz, mangelnder Pflege bis hin zu manifester oder drohender Vernachlässigung und/oder Misshandlung durch die Eltern führen. Die Beobachtung solcher Auffälligkeiten durch den Kinderarzt in Kenntnis der Entwicklung des Kindes, der möglicherweise vorhandenen psychosozialen Belastungsfaktoren der Familie und der klinischen Interaktionsbeobachtung des Kindes im Beisein primärer Bezugspersonen kann von hohem präventiven Wert in Hinblick auf das Kindeswohl sein.“ Hierzu wurde unter anderem eine herausnehmbare Teilnahmekarte entwickelt, die den Eltern die Möglichkeit gibt, die Vollständigkeit der Untersuchungen gegenüber den Jugendämtern nachzuweisen.
Die Vorschriften für das Erweiterte Neugeborenen-Screening verweisen bezüglich Aufklärung, Genehmigung für Laborleistungen, Qualitätssicherung und dem Screening auf Mukoviszidose auf das Gendiagnostikgesetz (GenDG). Nach § 11 Abs. 2 GenDG gilt bezüglich der Mitteilung der Ergebnisse genetischer Untersuchungen und Analysen: „Eine nach § 7 Abs. 2 mit der genetischen Analyse beauftragte Person oder Einrichtung darf das Ergebnis der genetischen Analyse nur der ärztlichen Person mitteilen, die sie mit der genetischen Analyse beauftragt hat.“